# Hillrose
Hillrose és una població dels Estats Units a l'estat de Colorado. Segons el cens del 2000 tenia 254 habitants.

## Demografia
Segons el cens del 2000, Hillrose tenia 254 habitants, 93 habitatges, i 69 famílies. La densitat de població era de 445,8 habitants per km².
Dels 93 habitatges en un 34,4% hi vivien nens de menys de 18 anys, en un 62,4% hi vivien parelles casades, en un 8,6% dones solteres, i en un 25,8% no eren unitats familiars. En el 18,3% dels habitatges hi vivien persones soles el 4,3% de les quals corresponia a persones de 65 anys o més que vivien soles. El nombre mitjà de persones vivint en cada habitatge era de 2,73 i el nombre mitjà de persones que vivien en cada família era de 3,14.
Per edats la població es repartia de la següent manera: un 30,7% tenia menys de 18 anys, un 5,1% entre 18 i 24, un 30,3% entre 25 i 44, un 22,4% de 45 a 60 i un 11,4% 65 anys o més.
L'edat mediana era de 36 anys. Per cada 100 dones de 18 o més anys hi havia 102,3 homes.
La renda mediana per habitatge era de 29.219 $ i la renda mediana per família de 30.750 $. Els homes tenien una renda mediana de 23.333 $ mentre que les dones 17.750 $. La renda per capita de la població era d'11.179 $. Entorn del 8,5% de les famílies i el 10,4% de la població estaven per davall del llindar de pobresa.

## Poblacions més properes
El següent diagrama mostra les poblacions més properes.